# Bradmore
Bradmore är en civil parish i Storbritannien.   Den ligger i grevskapet Nottinghamshire och riksdelen England, i den södra delen av landet, 170 km norr om huvudstaden London.